# Alias Mr. Hackenbacker
Alias Mr. Hackenbacker is de 29e aflevering van Thunderbirds, de Supermarionationtelevisieserie van Gerry Anderson. Het is de derde aflevering van het tweede seizoen. De aflevering werd voor het eerst uitgezonden op ATV Midlands op 16 oktober 1966.

## Verhaal
Op het vliegveld van Londen maakt men zich klaar voor een noodlanding van een vliegtuig met een kapot landingsgestel. Het vliegtuig vliegt echter in brand. Brandweerwagens en ambulances arriveren te laat en het vliegtuig ontploft. Hierna zoomt het beeld uit en blijkt het slechts een demonstratiefilm te zijn, getoond door Kapitein Saville op een persconferentie, waarmee de gevaren van noodlandingen getoond worden. De persconferentie is georganiseerd voor de onthulling van een nieuw vliegtuig, de Skythrust. Het vliegtuig is gemaakt door een zekere Hiram K. Hackenbacker (Brains), en beschikt over een revolutionaire nieuwe mogelijkheid die noodlandingen veiliger moet maken. Wat dit precies is, is strikt geheim. Het vliegtuig zal binnenkort zijn eerste vlucht maken van Parijs naar Londen.
In Parijs is Lady Penelope op bezoek bij de kledingontwerper François Lemaire, de favoriete ontwerper van Penelope en Tin-Tin. Hij heeft iets nieuws ontdekt dat de modewereld op zijn kop zal zetten. Net als hij zijn ontdekking wil onthullen, ontdekt Penelope een microfoontje in een bos bloemen. Tevens blijkt François’ atelier in de gaten te worden gehouden vanuit een gebouw verderop, en is François’ pen zo aangepast dat hij alles wat ermee wordt geschreven doorstuurt naar een onbekende ontvanger. Wanneer alles veilig is onthult hij zijn geheim: Penelon (vernoemd naar Lady Penelope), een nieuwe stof die gebruikt kan worden om elk ander type stof na te maken. Vrijwel elk kledingstuk kan uit Penelon worden vervaardigd. Daarbij kan de stof zo klein worden opgevouwen dat een compleet kledingstuk in een lucifersdoosje kan worden vervoerd. Madeline, een van François’ modellen, brengt hem en Penelope thee. Lady Penelope ontdekt echter een microfoontje in een van de suikerklontjes. Ze besluit dat de locatie van de modeshow die François had gepland moet worden gewijzigd. Iemand zit duidelijk achter zijn uitvinding aan.
Brains ontvangt kort daarop een telefoontje van Penelope, die hem om een gunst vraagt. Penelope ontmoet daarop Ashton, een van de piloten van de Skythrust, in een restaurantje. De twee blijken wederom te worden afgeluisterd (ditmaal via een microfoontje in de koffiekan), en Ashton begrijpt de ernst van de situatie. Hij is het met Penelopes plan eens om de modeshow aan boord van de Skythrust te houden tijdens de eerste vlucht.
De volgende dag vindt de vlucht plaats. De Skythrust zit vol potentiële kopers van François' nieuwe uitvinding. Na het opstijgen vindt de modeshow plaats, waar Lady Penelope zelf ook als model aan meedoet. De show is een groot succes. Na de show blijkt Madeline echter een handlanger van François’ vijand te zijn. Ze dringt de cockpit binnen en dwingt onder dreiging met een pistool de piloten om naar een locatie in de Sahara te vliegen. Ondertussen houdt Mason, een van de stewards, de passagiers onder schot. Hij maakt bekend de hele peneloncollectie te willen stelen.
Via haar ring stuurt Penelope een noodoproep naar Tracy Eiland. Scott vertrekt met Thunderbird 1, gevolgd door Virgil en Alan in Thunderbird 2. Jeff berekent de huidige koers van de Skythrust en ontdekt dat ze op de Sahara afgaan. In de Sahara wachten twee criminelen, Ross en Collins, op het vliegtuig.
Scott roept Skythrust op, maar Madeline denkt dat hij bluft en weigert mee te werken. Wanneer Thunderbird 2 Skythrust probeert te dwingen te landen, dreigt ze Ashton neer te schieten. Brains komt met een idee. Op zijn advies vuurt Virgil een niet-explosieve raket af in het landingsgestel van de Skythrust, zodat dit niet meer werkt. Madeline roept Mason erbij, en Ashton verklaart hem dat landen zonder landingsgestel, met duizenden liters brandstof aan boord, het vliegtuig en al zijn inzittenden zeker fataal zal worden. Mason ziet daarom af van het plan om in de Sahara te landen en geeft het bevel terug te gaan naar Londen.
Jeff heeft ondertussen meer ontdekt over Ross en Collins, en stuurt Thunderbird 2 naar de plek waar de twee hadden afgesproken met Madeline en Mason. Ondertussen begint Skythrust aan zijn noodlanding op het vliegveld van Londen. Op het moment dat de Skythrust landt, wordt onthuld wat er nu zo speciaal aan is: de brandstoftank kan worden losgekoppeld en weggeschoten als een raket. Op die manier kan de tank op veilige hoogte tot ontploffing worden gebracht, terwijl Skythrust zelf zonder schade of gevaar voor brand tot stilstand komt. Penelope kan Masons pistool bemachtigen en houdt de twee onder schot tot de politie arriveert.
In de Sahara arriveert Thunderbird 2 bij het afgesproken punt, en Alan schiet de basis van Ross en Collins kapot zodat ze niet kunnen vluchten voordat de autoriteiten er zijn. In Londen wordt de geslaagde eerste vlucht van de Skythrust gevierd met een fles champagne.

## Rolverdeling

### Reguliere stemacteurs
- Jeff Tracy — Peter Dyneley
- Scott Tracy — Shane Rimmer
- Virgil Tracy — David Holliday
- Gordon Tracy – Davi Graham
- Brains — David Graham
- Lady Penelope — Sylvia Anderson
- Aloysius Parker — David Graham
- Tin-Tin — Christine Finn

### Gastrollen
- Kapitein Ashton — Paul Maxwell
- François Lemaire — Ray Barrett
- Commandant Norman — Peter Dyneley
- Madeline — Sylvia Anderson
- Mason — Jeremy Wilkin
- Dierdre — Christine Finn
- Kapitein Saville — Ray Barrett
- Copiloot van Skythrust — David Graham
- Luitenant van controletoren — Ray Barrett
- D103-piloot — Jeremy Wilkin
- 1e journalist — Jeremy Wilkin
- 2e journalist — Paul Maxwell
- Officier, London Airport — David Graham
- Savilles secretaris — Christine Finn
- Telefoniste — Sylvia Anderson
- Ober — David Graham
- 1e kledingkoper — David Graham
- 2e kledingkoper — David Graham
- Ross — David Graham
- Collins — Ray Barrett

## Machines
De machines en voertuigen in deze aflevering zijn:
- Thunderbird 1
- Thunderbird 2
- FAB1
- Skythrust

## Trivia
- Deze aflevering bevat het grootste aantal bijpersonages van alle Thunderbirds-afleveringen.
- De 1e journalist bij de persconferentie is Frank Hooper uit Atlantic Inferno.
- Brains’ pasje, waarmee hij langs de beveiliging van het vliegveld komt, is ondertekend door modelmaker Tony Dunsterville.
- Hiram Hackenbacker is duidelijk een pseudoniem aangenomen door Brains, en niet zijn echte naam.
- Lady Penelope zegt op het eind dat 1993 een goed champagnejaar was. In werkelijkheid was dit niet het geval, al kon men dat in 1966 natuurlijk nog niet weten.